# Nuno Fernandes
Francisco Nuno Fernandes (né le 1er avril 1969 à Porto) est un athlète portugais, spécialiste du saut à la perche.
Son record personnel de 5,66 m à Maia en 1996 a longtemps été le record national jusqu’à ce qu’il soit battu par Edi Maia en 2013.

## Biographie

### Palmarès
| Date | Compétition                   | Lieu           | Résultat | Performance |
| ---- | ----------------------------- | -------------- | -------- | ----------- |
| 1992 | Championnats ibéro-américains | Séville        | 2e       | 5,30 m      |
| 1994 | Championnats ibéro-américains | Mar del Plata  | 1er      | 5,15 m      |
| 1995 | Universiade d'été             | Fukuoka        | 3e       | 5,55 m      |
| 1998 | Championnats ibéro-américains | Lisbonne       | 2e       | 5,55 m      |
| 2000 | Championnats ibéro-américains | Rio de Janeiro | 1er      | 5,20 m      |
| 2002 | Championnats ibéro-américains | Guatemala      | 2e       | 5,20 m      |

### Records
| Épreuve          | Épreuve   | Marque | Lieu          | Date            |
| ---------------- | --------- | ------ | ------------- | --------------- |
| Saut à la perche | Plein air | 5,66 m | Maia          | 13 juillet 1996 |
| Saut à la perche | En salle  | 5,62 m | San Sebastián | 24 février 1996 |